# 堀江瞬
堀江 瞬（ほりえ しゅん、1993年5月25日 - ）は、日本の男性声優。大阪府出身。ラクーンドッグ所属。
代表作は『ドラゴン、家を買う。』（レティ）、『蜘蛛ですが、なにか？』（シュン）、『彼女、お借りします』（木ノ下和也）、『社長、バトルの時間です！』（ミナト）、『アクダマドライブ』（ハッカー）、『さらざんまい』（陣内燕太）、『僕の心のヤバイやつ』（市川京太郎）、『アイドルマスター SideM』（ピエール）など。

## 略歴
大阪府出身で、小学6年生以降は愛媛県で育った。
中学生時代は陸上部の長距離ブロックに所属していた。堀田竜成は中学の後輩である。
高校時代はボランティア部に所属。
大人役と子供役を作品内で演じ分ける高木渉を知り、声優に憧れを抱くようになった。中学生くらいの頃から声優になりたいという思いは芽生え始めていたが、「自分なんかじゃ無理だ」と思い、フタをしていた。
自分の声が嫌いだったことから声優になろうと思った。「この声で社会に出たくない」、「定職に絶対につけない」と思い、高校生くらいの時に具体的に考える。最終的にはその思いと「この声で社会に…」の思いが混ざり合って、両親に相談していたところ反対される。「大学は出ておけ」と言われ、経済的な援助はしないため、「やるのなら自分でやりなさい」と言われる。大学進学後、大学1年生の時は大学の学費と養成所のお金と生活費を稼ぐ必要があったため、アルバイトしてお金を稼いでいた。
2013年10月、プロ・フィット声優養成所入所。
2014年10月、同養成所を卒業し、プロ・フィット預かりとなる。事務所の同期には鬼頭明里、津田拓也、高柳知葉がいる。
2016年3月、大学を卒業。
2017年4月、プロ・フィット準所属となる。
2017年、『ナナマル サンバツ』越山識役でテレビアニメ初主演。
2018年、第12回声優アワードにて新人男優賞を受賞。
2019年1月、Kiramuneレーベルの音楽ユニットSparQlewのメンバーとしてメジャーデビュー。
2020年1月、プロ・フィット正所属となる。
2022年3月末を以てプロ・フィットがマネジメント事業を終了したことに伴い、同年4月1日付でラクーンドッグへ移籍。

## 人物
資格は漢字検定準2級、英語検定準2級。
方言は大阪弁、伊予弁。
夜勤をしながらプロ・フィット声優養成所に通っていた過去があり、『アイドルマスター SideM』のファーストライブに出演した日の夜もアルバイトをしていた。
趣味は散歩、詩を書くこと、昭和のレコード集め、展覧会巡りなど。好物は茄子。好きな歌手は戸川純やALI PROJECT。研ナオコ、ちあきなおみ、五輪真弓などの昭和歌謡歌手も好きで、昭和文化やアングラ文化に造詣が深い。

## 出演
太字はメインキャラクター。

### テレビアニメ
2015年
- ケイオスドラゴン 赤竜戦役（革命軍兵士）
- ゴッドイーター（難民）

2016年
- ファンタシースターオンライン2 ジ アニメーション（瓜坂セイヤ）
- 彼女と彼女の猫 -Everything Flows-（中学生）
- 迷家-マヨイガ-（地獄の業火）
- 12歳。〜ちっちゃなムネのトキメキ〜（桧山一翔） - 2シリーズ
- アイカツスターズ!（香澄朝陽）
- 一人之下 the outcast（ゾンビA）
- B-PROJECT〜鼓動*アンビシャス〜（少年）
- ステラのまほう（生徒）
- デジモンユニバース アプリモンスターズ（ナビモン）
- 侍霊演武:将星乱（曹性）
- 3月のライオン（2016年 - 2018年、野球部員、将科部員） - 2シリーズ
- Lostorage incited WIXOSS（大学生）

2017年
- カードファイト!! ヴァンガードG シリーズ（2017年 - 2018年、西沢アラタ） - 2シリーズ
- CHAOS;CHILD（松木和也）
- 覆面系ノイズ（男子生徒1）
- アトム ザ・ビギニング（ロボットB、第6研究生、人工知能、声A）
- プリプリちぃちゃん!!（周防大和）
- ナナマル サンバツ（越山識）
- 天使の3P!（男子A、高校男子A）
- 地獄少女 宵伽（三上敏夫）
- 十二大戦（寝住）
- アイドルマスター SideM（ピエール）
- リルリルフェアリル（スターチス、ドラ先生）
- 将国のアルタイル（アフメット・ベイ）
- 妹さえいればいい。（お客さんA）
- Fate/Grand Order -MOONLIGHT/LOSTROOM-（聖盾の騎士）

2018年
- デスマーチからはじまる異世界狂想曲（サトゥー / 鈴木一郎）
- ポチっと発明 ピカちんキット（2018年 - 2019年、アホモグ、テレビのナレーション）
- 妖怪ウォッチ シャドウサイド（2018年 - 2019年、朱雀）
- アンゴルモア 元寇合戦記（阿無志）
- アイドルマスター SideM 理由あってMini!（ピエール）

2019年
- 同居人はひざ、時々、頭のうえ。（矢坂大翔）
- 転生したらスライムだった件（2019年 - 2021年、ロンメル） - 2シリーズ
- 爆丸バトルプラネット（2019年 - 2020年、トゥロックス / ハイパートゥロックス、クリン）
- なむあみだ仏っ!-蓮台 UTENA-（普賢菩薩）
- さらざんまい（陣内燕太）
- 博多明太!ぴりからこちゃん（バランくん）
- 胡蝶綺 〜若き信長〜（太吉）
- 荒ぶる季節の乙女どもよ。（男子生徒、杉本友達）
- トライナイツ（有村凛斗）
- 七つの大罪 シリーズ（2019年 - 2021年、サリエル） - 2シリーズ
- 放課後さいころ倶楽部（吉岡龍二）
- 星合の空（中谷、審判）

2020年
- うちタマ?! 〜うちのタマ知りませんか?〜（渡部どらごん）
- 社長、バトルの時間です!（ミナト）
- イエスタデイをうたって（滝下克美）
- Mr.Shadow（緑系）
- LISTENERS リスナーズ（ロンディニウム警邏隊）
- 彼女、お借りします（2020年 - 2025年、木ノ下和也） - 4シリーズ
- トミカ絆合体 アースグランナー（2020年 - 2021年、ジョー・パケーロ）
- アクダマドライブ（ハッカー）
- キングスレイド 意志を継ぐものたち（テオ）

2021年
- 蜘蛛ですが、なにか?（シュレイン・ザガン・アナレイト / 山田俊輔）
- 2.43 清陰高校男子バレー部（掛川智紀）
- アイカツプラネット!（ノーブルレオ）
- ワールドトリガー（2021年 - 2022年、南沢海） - 2シリーズ
- ドラゴン、家を買う。（レティ）
- ドラゴンクエスト ダイの大冒険 (2020)（2021年 - 2022年、チウ）
- 転生したらスライムだった件 転スラ日記（ロンメル）
- D_CIDE TRAUMEREI THE ANIMATION（伏辺或斗）
- 100万の命の上に俺は立っている（フロック）
- 魔王イブロギアに身を捧げよ（イブロギア）
- 鬼滅の刃 無限列車編
- ヴィジュアルプリズン（ロビン・ラフィット）

2022年
- トライブナイン（白金ハル）
- リアデイルの大地にて（クオルケ）
- スローループ（加藤）
- リーマンズクラブ（仲邑周平）
- アオアシ（黒田勘平）
- 神クズ☆アイドル（吉野カズキ）
- オーバーロードIV（首狩り兎）
- VAZZROCK THE ANIMATION（白瀬優馬）
- 永久少年 Eternal Boys（神楽坂咲楽）
- アークナイツ（2022年 - 2025年、ファウスト〈サーシャ〉） - 3シリーズ
- SPY×FAMILY（2022年 - 2023年、ジョージ・グルーマン） - 2シリーズ

2023年
- テクノロイド オーバーマインド（デンタ）
- ツンデレ悪役令嬢リーゼロッテと実況の遠藤くんと解説の小林さん（ファビアン・オルテンブルク）
- HIGH CARD（2023年 - 2024年、レオ・コンスタンティン・ピノクル） - 2シリーズ
- 老後に備えて異世界で8万枚の金貨を貯めます（ゼップ）
- 英雄王、武を極めるため転生す 〜そして、世界最強の見習い騎士♀〜（イーベル）
- 僕の心のヤバイやつ（2023年 - 2024年、市川京太郎） - 2シリーズ
- ポケットモンスター（2023年 - 2025年、アメジオ、エレキッド）
- 転生貴族の異世界冒険録〜自重を知らない神々の使徒〜（アレク）
- 逃走中 グレートミッション（2023年 - 2025年、オワリ五郎太）
- 異世界でチート能力を手にした俺は、現実世界をも無双する〜レベルアップは人生を変えた〜（和希）
- ミギとダリ（園山秘鳥〈ミギ〉、サリー）
- ティアムーン帝国物語〜断頭台から始まる、姫の転生逆転ストーリー〜（シオン・ソール・サンクランド）

2024年
- SHAMAN KING FLOWERS（麻倉葉羽）
- 最強タンクの迷宮攻略〜体力9999のレアスキル持ちタンク、勇者パーティーを追放される〜（シュゴール）
- 転生したら第七王子だったので、気ままに魔術を極めます（2024年 - 2025年、アルベルト） - 2シリーズ
- 黒執事 -寄宿学校編-（モーリス・コール）
- 遊☆戯☆王ゴーラッシュ!!（2024年 - 2025年、フカムラ）
- 合コンに行ったら女がいなかった話（浅葱）
- 科学×冒険サバイバル!（ケンジ）
- 妖怪学校の先生はじめました!（2024年 - 2025年、神酒凜太郎）
- 青のミブロ（2024年 - 2025年、田中太郎）
- 星降る王国のニナ（トート）
- 殿と犬（2024年 - 2025年、萬丸） - 4バージョン共通

2025年
- 妃教育から逃げたい私（ルイ）
- クラシック★スターズ（ミーシャ）
- 中禅寺先生物怪講義録 先生が謎を解いてしまうから。（小堀匠）
- 華Doll*-Reinterpretation of Flowering-（八代刹那）
- 出禁のモグラ（猫附桜史郎、黒猫）
- カラオケ行こ!（岡聡実）
- 特装合体ロボ ジョブレイバー（メディブレイバー、ユナイトメディブレイバー）

2026年
- 勇者刑に処す 懲罰勇者9004隊刑務記録（ドッタ・ルズラス）

### 劇場アニメ
- 音楽少女（2015年、男子生徒）
- 風の又三郎（2016年、ぺ吉[99]）
- 劇場版 アイカツスターズ!（2016年、香澄朝陽）
- 思い、思われ、ふり、ふられ（2020年、我妻暖人）
- 永久少年 Eternal Boys NEXT STAGE（2023年、神楽坂咲楽[100]）
- ヤマトよ永遠に REBEL3199（2024年、イジドール[101]）
- 劇場版 イナズマイレブン 新たなる英雄たちの序章（2024年、暖冬屋哉太）
- メイクアガール（2025年、水溜明[102]）
- 劇場アニメ 僕の心のヤバイやつ（2026年、市川京太郎[103]）

### OVA
- ブラッククローバー（2016年、アスタ[104]）
- ストライク・ザ・ブラッド III（2018年 - 2019年、ロギ[105]）

### Webアニメ
2010年代
- ニンジャスレイヤー フロムアニメイシヨン（2015年、後輩）
- ホイッスル!（ボイスリメイク版）（2016年、風祭将）
- 超游世界（2017年、ノイー）
- 岐阜県大垣市プロデュースアニメ（2018年 - 2021年、ユウキ / ゆうき） - 3作品
- Warahibi!（2019年、まる）

2020年代
- 爆丸アーマードアライアンス（2020年 - 2021年、トゥロックス、クリン、ストライカー、トゥロックス×ハオス、トゥロックス×オーレラス）
- 爆丸エボリューションズ（2022年 - 2023年、トゥロックス、トゥロックス ストレングモード、トゥロックス スピードモード、ゲートクラッシャーズB、ゲートクラッシャーズ）
- トミカヒーローズ ジョブレイバー 特装合体ロボ（2022年、メディブレイバー トヨタ ハイメディック救急車、メディブレイバーカスタム トヨタ ハイメディック救急車、ギガンメディブレイバー 消防署アーマー トヨタ ハイメディック救急車）
- 伊藤潤二『マニアック』（2023年、五郎）
- 爆丸レジェンズ（2023年、トゥロックス）
- 彼女、お借りします ぷち（2023年、木ノ下和也）
- ツイヤバ（2023年、市川京太郎）
- ハンドレッドノート（2024年、皇千ト）
- ちょろぴゅあ（2024年、飯田俊雄）
- Dream Photobooth（2025年、クリス）

### ゲーム
2015年
- アイドルマスター SideM（2015年 - 2023年、ピエール）
- アンジェリーク ルトゥール（ジェラール）
- ヴァリアントナイツ（マギー＝ネグル）
- グランブルーファンタジー（2015年 - 2024年、トルー / フェリクス、ピエール、緑の魔物）
- サウザンドメモリーズ（護友の鎮槍ガルガン、唯我の奇剣士エゼル）
- 創作アリスと王子さま!（森麗也）
- クイズRPG 魔法使いと黒猫のウィズ（アツマ・ヤコゴリ、オオミコシガミ、ザ・セブン、テルイ・フィオン）

2016年
- アイカツ! フォトonステージ!!（香澄朝陽）
- イケメン幕末◆運命の恋 華の都と恋の乱（大久保利通）
- 一血卍傑-ONLINE-（キンシロウ、エンエンラ、ゲンシン）
- オルタンシア・サーガ -蒼の騎士団-（フェリクス）
- 怪盗夜想曲 〜ファントムノクターン〜（ルチノ・モラン）
- 12歳。（2016年 - 2017年、桧山一翔） - 2作品
- 白猫テニス（マツリ）
- スクール・オブ・セイヴァーズ 〜聖剣使いの禁呪詠唱 ONLINE〜（春原夕）
- 刻のイシュタリア（クトゥグア、イヴァン、サクラビト 他）
- トラウマ＊トラウム 翠眼の人形（ナル・クライン）
- なむあみだ仏っ!（普賢菩薩）
- VIIDOG CODE-ヴィドッグ・コード-（鷹司要）
- マジカルデイズ the Brats’s Parade（アルフォンス）
- Memory's Dogma CODE:01（雨宮翔）
- 雷子 -紺碧の章-（夫概）

2017年
- 少女とドラゴン -幻獣契約クリプトラクト-（アルフ）
- League of Angels II - リーグオブエンジェルズ2（ロイ、ドイル、エドワード）
- Blackish House ←sideZ（早海ナツキ）
- VBX（皇ヒカル）
- あやかし百鬼夜行〜極〜（算盤小僧、石熊童子、濡髪童子、三味長老）
- 参考書連動「エターナル・スターダスト」（今川賢介）
- 神撃のバハムート（ルディア）
- タワー オブ プリンセス（アラジン）
- アイドルマスター SideM LIVE ON ST@GE!（2017年 - 2020年、ピエール）
- 神式一閃 カムライトライブ（コロン）
- ファントムブレイド（ナイト）

2018年
- メイプルストーリー（イリウム〈男〉）
- エフェメラル -FANTASY ON DARK-（ナギ）
- 極三国 -KIWAMI-（孫策）
- CARAVAN STORIES（メルヒオール）
- キングスレイド（テオ）
- ラスト・エリュシオン（ロッド、バーゼル、エディオス）
- メギド72（2018年 - 2023年、シャミハザ〈ジルベール〉、ガギゾン）
- ダッシュ!（ギルシュ）
- エターナルダンジョン（パリス）
- 神凪ノ杜 妖狐奇譚 / 龍神奇譚（仁科葵） - 2作品
- オンエア!（小野屋あずき）
- 世界樹の迷宮X
- クリスタル オブ リユニオン（ミスティック）
- 花園学園（ククル）
- スカイフォート・プリンセス（アッシュ）
- 軍靴をはいた猫（神谷一颯）
- 夢王国と眠れる100人の王子様（アダム）
- あやかし恋廻り（葵）
- ワールドエンドヒーローズ（斎樹巡）
- でみめん（ステラ）
- バハムートラビリンス（ファウスト、アロベロス）

2019年
- Op8♪（弓槻律）
- 成り上がり〜華と武の戦国（真田幸村）
- なむあみだ仏っ!-蓮台 UTENA-（普賢菩薩）
- 私立ベルばら学園 〜ベルサイユのばらRe*imagination〜（明智優）
- 妖怪ウォッチ4 ぼくらは同じ空を見上げている / 4++（朱雀、雷神）
- ヒーロー'sパーク（彼方詩王）
- ファイアーエムブレム 風花雪月（リンハルト＝フォン＝ヘヴリング）
- アルカ・ラスト 終わる世界と歌姫の果実（イネイド）
- ラストピリオド -終わりなき螺旋の物語-（フェルトナ）
- ArkResona -アークレゾナ-（ユアン・スナイプス、カムイ）
- フードファンタジー（オペラ、納豆）
- ハンドレッドソウル（テオ）
- ラテール - ゆめいろファンタジー（レビ・アレンス）
- エピックセブン（エルソン）
- THE KING OF FIGHTERS for GIRLS（包）
- SEVEN's CODE −セブンスコード−（ヨハネ）
- 星鳴エコーズ（灰羽紙乃）
- 妖怪正伝〜もののけ山海経〜（クク）

2020年
- パズドラGOLD（ゼット）
- CocoPPa Dolls（アントワーヌ / トニー）
- にゃんグリラ（チビ、琥珀）
- ステラアルカナ 〜愛の光と運命の絆（イザベル）
- オランピアソワレ（ヒムカ、だいふく）
- エンゲージソウルズ（ジュウロウ）
- キングダムオブヒーローズ（ノクターン）
- キャプテン翼 RISE OF NEW CHAMPIONS（イスマイル・サンゴール）
- 原神（空〈男主人公〉）
- 逆命使いの少年（逍遥）
- OCTOPATH TRAVELER 大陸の覇者（ハリー、ビリー、テリー、ドリー、ピエロ・デッラ）
- 七つの大罪 〜光と闇の交戦〜（サリエル）
- Lost Kiss 〜カレと運命の恋愛〜（英サクヤ）
- アイカツプラネット!（ノーブルレオ）
- ひめひび Another Princess Days 〜White or Black〜（八十八騎一角）

2021年
- ファイアーエムブレム ヒーローズ（2021年 - 2024年、ロシェ、リンハルト）
- 異世界に転生したら伝説の勇者（受）でした!?（アロイジウス）
- アイドルマスター ポップリンクス（ピエール）
- フィギュアストーリー（グレイハウス、クリス）
- エルソード（ノア、クラモル）
- D_CIDE TRAUMEREI（伏辺或斗）
- コードギアス Genesic Re;CODE（2021年 - 2022年、アル）
- アイドルマスター SideM GROWING STARS（2021年 - 2023年、ピエール）
- 剣が刻（鳳凰火）
- ドラゴンクエストX 天星の英雄たち オンライン（スラロウ、ピュトス、ブルース）
- フェアリースフィア（ヤドリギ、アムールトラ）
- m HOLD'EM（レオ）

2022年
- ポケモンマスターズEX（コウキ）
- テクノロイド ユニゾンハート（デンタロボ）
- 夢職人と忘れじの黒い妖精（ヒンメル）
- Haunted Obachestra Vol.2 Bianke（スリエル）
- 燐光のレムリア 星空の絆（主人公、クライス）
- ファイアーエムブレム無双 風花雪月（リンハルト＝フォン＝ヘヴリング）
- グランサガ（シン）
- 蒼き雷霆 ガンヴォルト 鎖環（ZEDΩ.〈ジエド〉）
- 英雄伝説 黎の軌跡 II -CRIMSON SiN-（洸弾のイクス）
- テイルズウィーバー：SecondRun（ルシアン・カルツ）

2023年
- MONSTER UNIVERSE（マリク）
- エリオスライジングヒーローズ（ニコ）
- 逆転オセロニア（マイティ、ファビオ）
- ダークテイルズ〜鏡と狂い姫〜（星の王子さま）
- 刀剣乱舞 ONLINE（石田正宗）
- 永久少年Side Project -トワイライトなスピカ-（神楽坂咲楽）
- リスト118（ツナグ）
- ブラウンダスト2（2023年 - 2024年、ラテル、鉄仮面）
- 結合男子（凍硝七瀬）
- 超探偵事件簿 レインコード（ラーメン屋 店主）
- 三国志アナザー〜星将の願い〜（龐統）
- インフィニティ ストラッシュ ドラゴンクエスト ダイの大冒険（チウ）
- タワーオブスカイ（エランパス）

2024年
- マツリカの炯-kEi- 天命胤異伝（玖燕來）
- 悠々西遊（猪八戒）
- ユニコーンオーバーロード（リナラゴス）
- 泡沫のユークロニア（千鳥）
- ブレイクマイケース（城瀬由鶴、レア）
- 18TRIP（夜半子タろ、ましろ）
- 共闘ことばRPG コトダマン（アルベルト、ンシヘタグ）
- 護縁（ウゲン）
- ファミコン探偵倶楽部 笑み男
- My9Swallows TOPSTARS LEAGUE（ミラ）
- HIGH CARD -Color of the Pair-（レオ・コンスタンティン・ピノクル）
- リバースブルー×リバースエンド（オーバーフロー）
- 英雄伝説 界の軌跡 -Farewell, O Zemuria-（《洸弾》のイクス）
- ユグドラリバース（リンハルト）
- カルドアンシェル（ジエド）
- 魔導物語 フィアと不思議な学校（トット）
- 彼女、お借りします 〜水平線と水着の彼女〜（木ノ下和也）
- 転生したら第七王子だったので、気ままに魔術を極めます - マスターオブマジック（アルベルト）

2025年
- OVER REQUIEMZ（ドロシー）
- HUNDRED LINE -最終防衛学園-（銀崎晶馬）
- Fate/Grand Order（ギャラハッド）
- モンスターストライク（白金）
- BYAKKO ～四神部隊炎恋記～（石谷虎之助）

時期未定
- コードジェム（橘清澄）

### ドラマCD
2015年
- THE IDOLM@STER SideM ST@RTING LINE -03・04（ピエール）

2016年
- TVアニメ「ファンタシースターオンライン2 ジ アニメーション」ドラマCD 〜清雅祭2027成功への道!〜（瓜坂セイヤ）

2017年
- おにいちゃんねる CDコレクション  Vol.2 〜お兄ちゃんと過ごすときめき♡ホワイトデー〜（有理）
- 本好きの下剋上 司書になるためには手段を選んでいられません（ルッツ）
- RUNLIMIT -CASE5 有馬 春-（監査官、アナウンサー）

2018年
- オネエ男子、はじめます。（高橋竜）※『LaLa』2018年10月号付録
- オネェパラダイス Season2 軽音部部長 東雲光（東雲光）
- 恋するシェアハウス3〜Which do you choose?〜（成瀬春生）
- チョコレート・ヴァンパイア（篝月雪）※コミックス第6・8・10・18巻ドラマCD付き特別版、『Sho-Comi』2018年6月5日号、12月20日号、2019年7月5日号付録
- 本好きの下剋上 司書になるためには手段を選んでいられません 2（ルッツ、ハルトムート）

2019年
- 恋色始標 Sweet Days FILM.7 仁科遥人（健太郎）
- JAZZ-ON!（天城輝之進）

2020年
- デスマーチからはじまる異世界狂想曲（サトゥー）※小説第19・24巻ドラマCD付き特別版
- Wonder×Kiss〜僕のアリス〜 Vol.1 兎月颯太（兎月颯太）
- 西園寺古書堂怪奇譚（隠神紫燕）
  - 西園寺古書堂怪奇譚〜弐ノ篇〜

- SEVEN's CODE ZERO（ヨハネ）※ボイスドラマパート
- 幕末Rock 虚魂 第1幕・第2幕（柿本人麻呂）
- 華Doll*（八代刹那）

2021年
- 蜘蛛ですが、なにか?（シュン）※小説第14巻ドラマCD付き特別版
- FABULOUS NIGHT（眠兎）
- Calling,Darling…？ f（日野原寧）
- Live us vol.1 - vol.6（楽木あくま）
- HIGH CARD Volume 1・2（レオ・コンスタンティン・ピノクル）
- Prince Letter(s)! フロム亜月アキト（yuzu）
  - Prince Letter(s)! フロムyuzu
  - Prince Letter(s)! フロム冥王院シン

2022年
- ティアムーン帝国物語 〜断頭台から始まる、姫の転生逆転ストーリー〜（シオン・ソール・サンクランド）
  - ティアムーン帝国物語 〜断頭台から始まる、姫の転生逆転ストーリー〜 2・3

- 神クズ☆アイドル（吉野カズキ） - コミックス第5巻CD付き特装版
- INDIVIate（桜田晏寿）

2023年
- URADOL Stage/opening（桐ケ谷元）
  - URADOL Stage/moving
  - URADOL Stage/trying

- LOCK UP LISTENING THEATER「The Lost Sheep」（三笠百々）※配信限定
- ジーンのいじわる（戸田綾瀬）
- アークナイツ 3周年記念ドラマCD「ウルサスの子供たち」（ファウスト）
- Perfumer 〜私の調香師〜 Perfumer.VII 芳原トウリ（芳原トウリ）

2024年
- DIG-ROCK -BREAK TIME 3rd Season- Type:IC（野中ちはや）

### BLCD
2016年
- さよなら恋人 またきて友だち（早乙女）
- ROMEO（シャノン）

2017年
- ネコにはいぬを（タツ）

2018年
- 残念だったな、運命だ!（泉悠斗）

2019年
- 雛鳥は汐風にまどろむ（岡野歩）
- 美しい彼（小山和希）
  - 憎らしい彼 美しい彼2

- 嫌いじゃないけど人間てコワイ!!（水代）
- ただれた恋にはいたしません!（村田）

2020年
- 男子高校生、はじめての 〜第13弾 真夜中は落ちこぼれ〜（山本地球）
  - 男子高校生、はじめての 4th after Disc 〜Just you!〜
  - オールコンビネーションCD vol. 4
  - 素朴な疑問 ※コミックス電子限定音声特典

- 愛の本能に従え！（後家チグサ）

2021年
- 魔王イブロギアに身を捧げよ（イブ）※ドラマCD付特装版
- お願い、そんなに噛まないで（2021年 - 2024年、柳遥一郎）
  - お願い、そんなに噛まないで　番外編

- 幼馴染じゃ我慢できない（樹里）
  - 幼馴染じゃ我慢できない3

- ひだまりが聴こえる -リミット-（ユミ）
- 息できないのは君のせい（2021年 - 2023年、矢野晶）
  - 息できないのは君のせい2
  - 息できないのは君のせい3

2022年
- 副音声はうるさい十分に（沼田）
  - 副音声はうるさい十分に2（2023年、沼田）

- ドSおばけが寝かせてくれない3（松坂遥）

2023年
- 教室を出たら俺のモノ（野津ひなと）
- 夜明けの唄2（2023年 - 2024年、マニエリ）
  - 夜明けの唄3

- 純情で何が悪い（篠原はじめ）
- 可愛いだけじゃ満足できない（長内樹里）

2024年
- さんかくトワイライト（長谷川未来）
- 百と卍 三（満月）
- それでも君と恋がしたい！（葉月三春）

### オーディオドラマ
2019年
- 最強の鑑定士って誰のこと?〜満腹ごはんで異世界生活〜（釘宮悠利） - 小説第6巻購入特典

2020年
- いい部屋ネット×彼女、お借りしますオリジナル音声ドラマ 和也ver（木ノ下和也）

2021年
- この喧嘩に拳はいらない！（藍沢蒼）
- 悪役令嬢、セシリア・シルビィは死にたくないので男装することにした。（2021年 - 2023年、ギルバート・シルビィ）
- ネコ×ネコ（築地敬太）

2022年
- マガツノート（小十郎）
- 啓発ボイスドラマ「奇怪仕掛けのマキナ」（佐久間啓）
- 悪役令嬢に転生したはずが、主人公よりも溺愛されてるみたいです（ルイード・アヴェーヌ）

2023年
- VS AMBIVALENZ（2023年 - 2025年、東雲、カットクン）
- ブサ猫に変えられた気弱令嬢ですが、最恐の軍人公爵に拾われて気絶寸前です（サイモン） - コミックス第1巻アニメイト・Amazon購入特典

2024年
- アイドルマスター SideM「315 PASSION CONTENTS」（ピエール） - 4作品
- 美醜あべこべ異世界で不細工王太子と結婚したい！（ラファエル）

### デジタルコミック
2010年代
- GANMA! ムービングコミック 人形峠（2018年、白田陽太）

2020年
- 没落予定なので、鍛冶職人を目指す（クルリ）
- CARNELIAN BLOOD（カーネリアン）

2021年
- message 埜生作品集
- 現実もたまには嘘をつく（寺崎薫）
- コンプレックスハーモニー（山田とうま）
- ネコ×ネコ（築地敬太）
- ちゃんと吸えない吸血鬼ちゃん（大鳥辰太）
- 僕の両性具有症候群（雪野）
- クソザコ風紀委員長かえりちゃん（早乙女水早）

2022年
- 魔剣使いの元少年兵は、元敵幹部のお姉さんと一緒に生きたい（セト）
- 神クズ☆アイドル 番外編（吉野カズキ）
- 即席アドリブラバー（天宮祥吾）
- NOA第9号機（パッチョ）
- 黒い翼に抱かれた日 〜少年悪魔と薄幸乙女〜（シェオル）
- どうしようもない、ぼくの初恋。（柚木倫也）
- 早朝始発の殺風景（加藤木）
- 先生日誌 ほむら先生はたぶんモテない（美凪先生）

2023年
- 美女と野獣の死亡フラグが立っている悪役に転生したけど、魔法使いと恋に落ちそうです!?（魔法使い、ナレーター）
- アスミカケル（明日見二兎）
- ふしだらなキミの声（諸星海）
- 黒魔無双（モーリス・ベルモンド）

### 吹き替え

#### ドラマ
- フレイザー家の秘密（2021年、ヘンリー・フレイザー〈ノア・ジュープ〉[352]）

#### アニメ
- アダムス・ファミリー（2020年、パグズリー・アダムス[353]）
- アダムス・ファミリー2 アメリカ横断旅行!（2022年、パグズリー・アダムス[354]）
- 万聖街（2022年、アブー[355]）
- Call Star -ボクは本当にダメな星?-（2023年、バオ[356]）

### 特撮
- 魔進戦隊キラメイジャー（2020年、デジタルカメラ邪面の声[357]）
- ウルトラマンブレーザー（2023年、げ〜どすくんの声）

### ラジオ
※はインターネット配信。
- 迷家‐マヨイガ‐「納鳴村 村役場広報課」（2016年、音泉※）回替わりパーソナリティ
- MAN TWO MONTH RADIO 堀江瞬のホリエル黙示録（2016年、AG-ON※・超!A&G+※）[358]
- ＃とらメロ2 堀江瞬・市川太一の月7（2017年 - 2018年、ラジオNIKKEI第1）
- 堀江瞬とぶらぶらしようよ♪（2017年、マンガPark※）
- Kiramune Presents 僕らのMusic Park（2017年 - 、アニメイトタイムズ※）[359]
- 榎木淳弥・堀江瞬 エノホリック（2018年 - 2021年、ラジオ大阪・FRESH!※）[360]
- TS ONE UNITED 堀江瞬の取扱説明書（2018年、TS PLAY※）
- アイドルマスター SideM ラジオ 315プロNight!（2019年、ニコニコ生放送※）
- 社長、ラジオの時間です！シャチラジ！（2020年、音泉※）[361]
- コードギアス Genesic Re;CODE「ギアジェネらじお」（2020年 - 、音泉※）[362]
- 原神公式ラジオ「テイワット放送局」（2021年 - 、音泉※）ランダムパーソナリティ
- 堀江瞬の解体旬SHOW（2023年、AuDee※）[363]
- 堀江瞬の勝手にさせて頂きます（2024年 - 、CBCラジオ）[364]

### ナレーション
- カドカワBOOKS 『最強の鑑定士って誰のこと? 〜満腹ごはんで異世界生活〜』 テレビCM（2018年）
- 星の王子さまミュージアム 特別映像「王子さまの星めぐり」（2019年11月1日 - 2020年6月29日）[365]
- 『ドラゴン、家を買う。』×オープンハウス コラボCM（2021年、レティ[366]）
- フレックスコミックス 『魔剣使いの元少年兵は、元敵幹部のお姉さんと一緒に生きたい』テレビCM（2022年、セト[367]）
- ゲーム『コードギアス Genesic Re;CODE』テレビCM（2022年）[368]
- クイズプレゼンバラエティー Qさま!!（2023年5月15日、テレビ朝日系）[369]

### テレビ番組
※はインターネット配信。
- 高塚智人・永塚拓馬・堀江瞬 ラーメン男子（2018年 - 、ニコニコ生放送※）
- ボドゲであそぼ（2018年、TOKYO MX）
- ボドゲであそぼ2ターンめ!（2019年、TOKYO MX）
- 堀江瞬の倶楽部あんだーぐらうんど（2019年 - 、ニコニコ生放送※）
- 永塚拓馬・堀江瞬 ぽんこつGAマイル（2019年 - 、ニコニコ動画※・YouTube※）
- 佐藤拓也&堀江瞬 アニメみたいに!（2021年 - 、YouTube※）[370]
- 声優に丸なげ！（2024年、CBCテレビ・BS11）[371]

### 映像商品
- アイドルマスター SideM シリーズ
  - THE IDOLM@STER SideM 1st STAGE 〜ST@RTING!〜 Live Blu-ray
  - THE IDOLM@STER SideM 2nd STAGE 〜ORIGIN@L STARS〜 Live Blu-ray
  - THE IDOLM@STER SideM GREETING TOUR 2017 〜BEYOND THE DREAM〜 LIVE Blu-ray
  - TVアニメ「アイドルマスターSideM」 イベント Five-St@r Party
  - THE IDOLM@STER SideM 3rdLIVE TOUR 〜GLORIOUS ST@GE!〜 LIVE Blu-ray [Side MAKUHARI]
  - THE IDOLM@STER SideM 3rdLIVE TOUR 〜GLORIOUS ST@GE!〜 LIVE Blu-ray [Side FUKUOKA]
  - THE IDOLM@STER SideM PRODUCER MEETING 315 SP@RKLING TIME WITH ALL!!!
  - THE IDOLM@STER SideM 4th STAGE 〜TRE@SURE GATE〜 LIVE Blu-ray
  - IDOLM@STER SideM PRODUCER MEETING WELCOME TO PLEASURE 315 G@RDEN!!!（2021年）
  - IDOLM@STER SideM 6thLIVE TOUR 〜NEXT DESTIN@TION!〜　Side TOKYO（2022年）
  - THE IDOLM@STER SideM 7th STAGE ～GROW & GLOW～ SUNLIGHT SIGN@L（2023年）
  - THE IDOLM@STER SideM PASSIONABLE READING SHOW ー超常事変～対立スル正義～ー EVENT Blu-ray（2023年）
  - THE IDOLM@STER SideM 8th STAGE ～ALL H@NDS TOGETHER～ LIVE Blu-ray（2024年）
  - THE IDOLM@STER SideM PASSIONABLE READING SHOW ～天地四心伝～ EVENT Blu-ray（2024年）
- 劇場版 江口拓也の俺たちだって癒されたい!〜大阪の旅〜[372]
- オトメイトパーティー2022
- 声優コレクション〜ふたりのコーデSHOW〜 佐藤拓也×堀江瞬
- 声優に丸なげ！ VOL.4[373]
- 声優ボウリングランプリ2
- 7 Meet A Anthos* Stage Event 2021[374]
  - 華Doll* -Behind The Frame- Anthos* Stage Event 2023[375]
- 同居人はひざ、時々、頭のうえ。スペシャルイベント にゃんふぇす〜秋のにゃんこまつり〜
- ネオロマンス・フェスタ アンジェリーク ルトゥール
- VAZZROCK LIVE 2018
- VAZZROCK FES 2019
- VAZZROCK LIVE 2020
- VAZZROCK LIVE 2021
- VAZZROCK LIVE 2022
- VISUAL PRISON 1st GIG -RED MOON-[376]
- ボドゲであそぼ 1 - 4
- ボドゲであそぼ 2ターンめ! 1 - 4
- 堀江瞬と安元洋貴のたこ焼きクッキング ※最強の鑑定士って誰のこと?〜満腹ごはんで異世界生活〜小説第6巻購入特典URL[318]
- 堀江瞬の倶楽部あんだーぐらうんど〜沖縄で保住と過ごした2日間〜
- リーディングシアターvol.2「RAMPO in the DARK 花」

### テレビドラマ
- スーパーチューナー/異能機関（2018年、WOWOW・TOKYO MX） - 芝太一[377] 役

### 舞台
- 朗読劇×オーケストラ「星の王子さま」（2017年7月9日、調布市グリーンホール） - ばら[378] 役
- 声の優れた俳優によるドラマリーディング 日本文学名作選 第五弾「銀河鉄道の夜」（2017年10月20日、TOKYO FM HALL）
- フォトシネマ朗読劇「最果てリストランテ」（2018年4月7日、TOKYO FM HALL）
- KIRAKIRA VOICE LAND VOL.12「LOVE×LETTERS」（2018年7月28日・29日、artcomplex hall） - 海斗（28日）、大地（29日） 役[379]
- Kiramune Presents リーディングライブ
  - 密室の中の亡霊 幻視探偵（2019年10月、2024年4月13日） - 田辺清 役
  - OTOGI狂詩曲-RE:Read-（2021年7月3日、森のホール21 大ホール） - 一寸法師 役[380]
  - ハコクの剣（2021年10月） - パードレ 役[381]
  - Be-Leave（2022年4月16・17日、舞浜アンフィシアター） - 乱暴者 役[382]
  - 5コントローラーズ+1 2023年版（2023年4月1・2日、立川ステージガーデン） - カムイ 役[383]
  - 天穹のラビアス（2023年10月） - 住良木星螺 役[384]
  - 幻視探偵 -笹嘉神島の殺人-（2024年10月） - 湧水 役[385]
- 声のプロフェッショナルが奏でるリーディングシェイクスピア『マクベス』（2020年11月29日、池袋サンシャイン劇場）シーワード 魔女 役他[386]
- 流離う魂 ―小泉八雲の世界―（2020年12月26日、紀伊國屋サザンシアター TAKASHIMAYA） - 西田千太郎 役他[387]
- CCCreation Presents リーディングシアターVol.2「RAMPO in the DARK」（2021年6月12日、神田明神ホール）[388]
- 声優朗読劇フォアレーゼン
  - 声優朗読劇フォアレーゼン「無頼」（2022年9月25日、クレオ大阪中央） - 女給、男の妻 役他[389]
  - 声優朗読劇フォアレーゼン「ルクレールの暗殺」（2023年2月12日、土岐市文化プラザ サンホール） - ピエール、舞台俳優 役[390]
  - 声優朗読劇フォアレーゼン「太陽が、痛いほどいっぱい」（2023年2月19日、J:COMホール八王子） - 男、ユキヒロ 役、ナレーション[391]
  - 声優朗読劇フォアレーゼン「大槻玄沢」（2023年9月24日、一関文化センター 大ホール） - 太夫、下女、新妻、客 役[392]
  - 声優朗読劇フォアレーゼン「令和出雲騒動記」（2023年11月19日、出雲市民会館 大ホール） - 同級生1、スクナビコナ、輝子 役、ナレーション[393]
  - 声優朗読劇フォアレーゼン「対決」（2024年4月21日、京都府中丹文化会館） - エマヌエル、侍従長 役[394]
  - 声優朗読劇フォアレーゼン「太陽が、痛いほどいっぱい」（2024年6月9日、沼津市民文化センター 大ホール） - ウリ 役[395]
  - 声優朗読劇フォアレーゼン「ドン・ジョヴァンニ」（2024年12月1日、柏市民文化会館 大ホール） - 団長、警官、アンナ、シャルロット 役[396]
- 新感覚恋愛×マーダーミステリー劇「Love Letter for You」（2022年11月19日、新宿村LIVE） - 高橋祥太 役[397]
- 江戸川乱歩 名作朗読劇『孤島の鬼』（2023年1月28日、紀伊國屋サザンシアター TAKASHIMAYA） - 諸戸道雄 役[398]
- 朗読劇『武士とジェントルマン』（2023年2月4日、サンシャイン劇場） - 隼人 役[399]
- THE IDOLM@STER SideM PASSIONABLE READING SHOW -超常事変〜対立スル正義〜-（2023年3月11日、武蔵野の森総合スポーツプラザ メインアリーナ） - ピエール 役[400]
- 朗読劇『変な家』（2023年7月29日、シアター1010） - 筆者 役[401]
- 朗読劇『Perfumer 〜私の調香師〜』（2024年1月13・14日、シアター1010） - 芳原トウリ 役[402]
- THE IDOLM@STER SideM PASSIONABLE READING SHOW 〜天地四心伝〜（2024年2月11日、幕張イベントホール） - ピエール 役[403]
- 江戸川乱歩 名作朗読劇「怪人二十面相-暗黒星-」（2024年3月3日、博品館劇場） - 怪人二十面相 役他[404][405]
- ボイスコミックライブ 「マーガレット」「別冊マーガレット」創刊60周年記念公演『みにあまる彼氏』（2024年5月18日、池袋HUMAXシネマズ） - 日下部春希 役[406]
- 朗読劇「星降る街」2024（2024年7月7日、大手町三井ホール） - 和彦 役[407]
- 朗読劇「ニュー・ルネッサンス・イン・パリ」（2024年7月27日、博品館劇場） - エミール・ビアジニ 役他[408][409]
- ちゅピCOM朗読劇 -耳で読む-『時をかける少女』（2024年8月11日、しまなみ交流館）[410]
- イクニプロデュース Reading in the dark「春琴の佐助」白藤チーム（2024年10月31日・11月2日、六行会ホール） - 春琴 役[411][412]
- こえかぶ 朗読で楽しむ歌舞伎〜梅と松と桜〜篇（2025年8月10日〈予定〉、三越劇場）[413]

### その他コンテンツ
- 雑誌連載 『Pick-up Voice』「ホリエルのともだち100人できるかな？〜ホリエル成長日記〜」（2016年 - 2019年）
- アニメイトオンラインショップオリジナル企画「君の声で始まる未来」（2016年、若月千歳[414]）
- 同棲花盛り-堀江瞬の場合-（2018年、五鬼助ケイ、来栖サヤ、角宿トウヤ、御堂タク[415]）
- とりっぷセトまち〜君と歩く瀬戸もの語り〜（2019年、星磁璃人[416]）
- ようこそ妄想営業部へ❤（2019年 - 2021年、堀江シュン）
- 『かがみの孤城』オーディオブック（2019年、ウレシノ[417]）
- 恋するジュエル・コール（2020年、相良緑里[418]）
- MILGRAM -ミルグラム-（2020年、ハルカ〈櫻井遥〉[419]）
- Prince Letter(s)! フロムアイドル（2021年 - 2023年、yuzu[420]）
- チョコレート・ヴァンパイア「招待状&秘密のTELカード」（2021年、篝月雪[421]）※『Sho-Comi』2022年2号・3,4合併号付録
- 『保健室のオトナな先輩、俺の前ではすぐデレる』PV（2022年、真山恭二[422][423]）
- らしんばんラジオ 月替わりパーソナリティ（2022年6月）[424]
- 日めくりカレンダー まいにち、堀江瞬。（2023年、東京ニュース通信社）[425]
- 京都国立近代美術館 開館60周年記念「京都画壇の青春―栖鳳、松園につづく新世代たち」音声ガイド（2023年10月13日 - 12月10日）[426]
- コーセー 米肌 -MAIHADA- 声色癒処（2023年）[427][428]
- TVアニメ「僕の心のヤバイやつ」×「Re:ゼロから始める異世界生活」ミニドラマ（2024年、市川京太郎[429]）
- シャープ COCORO VOICE（2024年、ホットクック用ボイス[430]）
- 集英社文庫 ナツイチ2024 『吸血鬼と愉快な仲間たち』朗読（2024年）[431]
- 『ヤマトよ永遠に REBEL3199』今日の科学ビギナーズ（2024年、節電くん〈イジドール〉[432]）
- 『みゆちゃんはずっと友達』コミックス1巻発売記念PV（2024年、田原優心[433]）
- 『美醜あべこべ異世界で不細工王太子と結婚したい！』PV（2024年、ラファエル[434]）

## ディスコグラフィ

### キャラクターソング
| 発売日   | 商品名 | 歌 | 楽曲 | 備考 |
| 2015年   | 2015年 | 2015年 | 2015年 | 2015年 |
| -------- | --- | --- | --- | --- |
| 7月22日  | THE IDOLM@STER SideM ST@RTING LINE -03 Beit                                                               | Beit | 「スマイル・エンゲージ」 「想いはETERNITY」 「DRIVE A LIVE」                                                            | ゲーム『アイドルマスター SideM』関連曲                                                                       |
| 2016年   | | | | |
| 2月7日   | イベント限定CD ネオロマンス・フェスタ アンジェリーク ルトゥール                                           | ジェラール（堀江瞬）、シルヴァン（菊池幸利） | 「アヴェク・トワ 〜永遠の午後」                                                                                         | ゲーム『アンジェリーク ルトゥール』関連曲                                                                    |
| 8月31日  | THE IDOLM@STER SideM 2nd ANNIVERSARY DISC 02 Beit & S.E.M                                                 | Beit & S.E.M | 「エウレカダイアリー」                                                                                                  | ゲーム『アイドルマスター SideM』関連曲                                                                       |
| 8月31日  | THE IDOLM@STER SideM 2nd ANNIVERSARY DISC 02 Beit & S.E.M                                                 | Beit | 「Fun! Fun! Festa!」 | ゲーム『アイドルマスター SideM』関連曲                                                                       |
| 2017年   | | | | |
| 2月1日   | Beyond The Dream                                                                                          | 315プロダクション所属アイドル | 「Beyond The Dream」 | ゲーム『アイドルマスター SideM』テーマソング                                                                 |
| 2月1日   | Beyond The Dream                                                                                          | 315プロダクション所属アイドル（メンタル） | 「Beyond The Dream」 | ゲーム『アイドルマスター SideM』テーマソング                                                                 |
| 2月10日  | THE IDOLM@STER SideM 2nd ANNIVERSARY SOLO COLLECTION                                                      | ピエール（堀江瞬） | 「Fun! Fun! Festa!」 | ゲーム『アイドルマスター SideM』関連曲                                                                       |
| 8月9日   | 僕らの奇跡／アリスブルーのキス 〜Another Color〜                                                          | M4 | 「僕らの奇跡」 | テレビアニメ『アイカツスターズ!』挿入歌                                                                      |
| 11月15日 | THE IDOLM@STER SideM ANIMATION PROJECT 01「Reason‼」                                                      | 315 STARS（DRAMATIC STARS、Beit、S.E.M、High×Joker、W、Jupiter） | 「Reason‼」 | テレビアニメ『アイドルマスター SideM』オープニングテーマ                                                     |
| 11月15日 | THE IDOLM@STER SideM ANIMATION PROJECT 01「Reason‼」                                                      | Beit、High×Joker、W | 「夏時間グラフィティ」                                                                                                  | テレビアニメ『アイドルマスター SideM』挿入歌                                                                 |
| 12月6日  | THE IDOLM@STER SideM ORIGIN@L PIECES 09                                                                   | ピエール（堀江瞬） | 「魔法のステアー」 | ゲーム『アイドルマスター SideM』関連曲                                                                       |
| 12月13日 | THE IDOLM@STER SideM ANIMATION PROJECT 02「TOMORROW DIAMOND」                                             | Beit | 「TOMORROW DIAMOND」 | テレビアニメ『アイドルマスター SideM』エンディングテーマ                                                     |
| 12月13日 | THE IDOLM@STER SideM ANIMATION PROJECT 02「TOMORROW DIAMOND」                                             | Beit | 「Reason!!」 | テレビアニメ『アイドルマスター SideM』関連曲                                                                 |
| 12月27日 | アイドルマスター SideM BD・DVD第1巻特典CD「315 St@rry Collaboration 01 〜DRAMATIC STARS&Beit〜」          | DRAMATIC STARS & Beit | 「冬の日のエトランゼ」                                                                                                  | テレビアニメ『アイドルマスター SideM』関連曲                                                                 |
| 12月27日 | アイドルマスター SideM BD・DVD第1巻特典CD「315 St@rry Collaboration 01 〜DRAMATIC STARS&Beit〜」          | Beit | 「夜空を煌めく星のように」                                                                                              | テレビアニメ『アイドルマスター SideM』関連曲                                                                 |
| 2018年   | | | | |
| 1月31日  | THE IDOLM@STER SideM ANIMATION PROJECT 08「GLORIOUS RO@D」                                                | 315 STARS（DRAMATIC STARS、Beit、S.E.M、High×Joker、Jupiter） | 「Beyond The Dream（第2話 Ver）」                                                                                       | テレビアニメ『アイドルマスター SideM』エンディングテーマ                                                     |
| 1月31日  | THE IDOLM@STER SideM ANIMATION PROJECT 08「GLORIOUS RO@D」                                                | 315 STARS（DRAMATIC STARS、Beit、S.E.M、High×Joker、W、Jupiter） | 「DRIVE A LIVE（第13話 Ver）」                                                                                          | テレビアニメ『アイドルマスター SideM』エンディングテーマ                                                     |
| 1月31日  | THE IDOLM@STER SideM ANIMATION PROJECT 08「GLORIOUS RO@D」                                                | 315 STARS（DRAMATIC STARS、Beit、S.E.M、High×Joker、W、Jupiter） | 「GLORIOUS RO@D」 | テレビアニメ『アイドルマスター SideM』挿入歌                                                                 |
| 4月27日  | VAZZROCK ユニットソング1 VAZZY vol.1 -始動-                                                               | VAZZY | 「VAZZY」 「激奏D.I.V.E」 「Warmth」                                                                                    | キャラクターCD『VAZZROCK』関連曲                                                                             |
| 6月27日  | アイドルマスター SideM BD・DVD第7巻特典CD PASSION of the PASSION Sound Disc                               | 天道輝（仲村宗悟）、ピエール（堀江瞬）、渡辺みのり（高塚智人）、伊瀬谷四季（野上翔）、蒼井享介（山谷祥生）、硲道夫（伊東健人）、若里春名（白井悠介）、舞田類（榎木淳弥） | 「315 Steelo!」 | OVA『アイドルマスター SideM』挿入歌                                                                          |
| 6月29日  | VAZZROCK bi-colorシリーズ5 大山直助-citrine-                                                              | 大山直助（笹翼）、白瀬優馬（堀江瞬） | 「Rose Gambler」 | キャラクターCD『VAZZROCK』関連曲                                                                             |
| 7月27日  | VAZZROCK bi-colorシリーズ6 白瀬優馬-peridot-                                                              | 白瀬優馬（堀江瞬） | 「STARLIGHT」 | キャラクターCD『VAZZROCK』関連曲                                                                             |
| 7月27日  | VAZZROCK bi-colorシリーズ6 白瀬優馬-peridot-                                                              | 白瀬優馬（堀江瞬）、小野田翔（菊池幸利） | 「Break New Ground」 | キャラクターCD『VAZZROCK』関連曲                                                                             |
| 12月5日  | THE IDOLM@STER SideM WakeMini! MUSIC COLLECTION 02                                                        | 315 STARS（メンタル Ver.） | 「Friendly Smile」 | テレビアニメ『アイドルマスター SideM 理由あってMini!』エンディングテーマ                                     |
| 2019年   | | | | |
| 2月22日  | アイドルマスター SideM ストラグルハート 第1巻特装版オリジナルCD                                           | Beit | 「強く尊き獣たち」 | 漫画『アイドルマスター SideM ストラグルハート』関連曲                                                        |
| 3月15日  | THE IDOLM@STER SideM WakeMini! SOLO COLLECTION 02 MENTAL Ver.                                             | ピエール（堀江瞬） | 「Friendly Smile」 | テレビアニメ『アイドルマスター SideM 理由あってMini!』関連曲                                                 |
| 4月3日   | THE IDOLM@STER SideM WORLD TRE@SURE 07                                                                    | ピエール（堀江瞬）、蒼井享介（山谷祥生）、清澄九郎（中田祐矢）、榊夏来（渡辺紘） | 「Purely&Kindly」 「MEET THE WORLD!（FINLAND Ver.）」                                                                   | ゲーム『アイドルマスター SideM LIVE ON ST@GE!』関連曲                                                        |
| 4月26日  | 絢爛ファンタジア                                                                                          | 紅一天 | 「絢爛ファンタジア」 「花蓮狂詩曲」                                                                                     | キャラクターCD『キラボシチューン』関連曲                                                                     |
| 5月10日  | THE IDOLM@STER SideM 4th ANNIVERSARY DISC「LIVE in your SMILE / DREAM JOURNEY」                           | DRAMATIC STARS、Jupiter、Beit、High×Joker、Café Parade、もふもふえん、F-LAGS | 「DREAM JOURNEY」 | ゲーム『アイドルマスター SideM』関連曲                                                                       |
| 5月31日  | VAZZROCK play of colorシリーズ2 be lived forwards.                                                        | 吉良凰香（小林裕介）、白瀬優馬（堀江瞬）、名積ルカ（河本啓佑） | 「WONDER LAND!!」 「Tsukuyomi」                                                                                         | キャラクターCD『VAZZROCK』関連曲                                                                             |
| 6月5日   | さらざんまいのうた/カワウソイヤァ                                                                         | 矢逆一稀（村瀬歩）、久慈悠（内山昴輝）、陣内燕太（堀江瞬）、ケッピ（諏訪部順一） | 「さらざんまいのうた」                                                                                                  | テレビアニメ『さらざんまい』挿入歌                                                                           |
| 9月25日  | さらざんまい BD・DVD第4巻特典CD                                                                           | 陣内燕太（堀江瞬） | 「僕はリコーダー」 | テレビアニメ『さらざんまい』関連曲                                                                           |
| 11月20日 | KING OF FIRE                                                                                              | リョウ・サカザキ（木村昴）、ロバート・ガルシア（岡本和浩）、包（堀江瞬） | 「不撓不屈」 | ゲーム『THE KING OF FIGHTERS for GIRLS』関連曲                                                               |
| 11月27日 | 旅団仲間は信じても、ラクダの紐は縛っておけ                                                                | 天城輝之進（堀江瞬）、安藝月玲玖（村上喜紀） | 「響鳴スペクトラム 星屑旅団JAZZアレンジバージョン」                                                                     | キャラクターCD『JAZZ-ON!』関連曲                                                                             |
| 12月18日 | THE IDOLM@STER SideM 5th ANNIVERSARY DISC 01 PRIDE STAR                                                   | 315 ALLSTARS | 「PRIDE STAR」 「DRIVE A LIVE」 「Reason!!」 「GLORIOUS RO@D」                                                          | ゲーム『アイドルマスター SideM』関連曲                                                                       |
| 2020年   | | | | |
| 1月31日  | RGB-Trinity VS 紅一天                                                                                     | 紅一天 | 「紅に染まる月」 | キャラクターCD『キラボシチューン』関連曲                                                                     |
| 2月14日  | GIFT for SMILE!                                                                                           | Team Warahibi! | 「GIFT for SMILE!」 | 『Warahibi!』メインテーマ                                                                                    |
| 2月14日  | GIFT for SMILE!                                                                                           | Team Warahibi! | 「ネガポジコントラスト」                                                                                                | 『Warahibi!』関連曲                                                                                          |
| 3月6日   | THE IDOLM@STER SideM 5th ANNIVERSARY UNIT COLLECTION -PRIDE STAR-                                         | Beit | 「PRIDE STAR」 | ゲーム『アイドルマスター SideM』関連曲                                                                       |
| 3月27日  | VAZZROCK bi-colorシリーズ2ndシーズン10 名積ルカ-morganite×peridot-                                        | 名積ルカ（河本啓佑）、白瀬優馬（堀江瞬） | 「Heartbeat」 | キャラクターCD『VAZZROCK』関連曲                                                                             |
| 4月24日  | VAZZROCK bi-colorシリーズ2ndシーズン11 白瀬優馬-peridot×hematite-                                         | 白瀬優馬（堀江瞬） | 「アイノビート」 | キャラクターCD『VAZZROCK』関連曲                                                                             |
| 4月24日  | VAZZROCK bi-colorシリーズ2ndシーズン11 白瀬優馬-peridot×hematite-                                         | 白瀬優馬（堀江瞬）、大黒岳（増元拓也） | 「夕日が丘」 | キャラクターCD『VAZZROCK』関連曲                                                                             |
| 6月24日  | 弱肉共食                                                                                                  | ハルカ（堀江瞬） | 「弱肉共食」 「二息歩行」                                                                                               | 『MILGRAM』関連曲                                                                                            |
| 8月5日   | THE IDOLM@STER SideM 5th ANNIVERSARY DISC 06 Jupiter&Beit&THE 虎牙道                                      | Beit | 「Avenue Illusion!」 | ゲーム『アイドルマスター SideM』関連曲                                                                       |
| 8月5日   | THE IDOLM@STER SideM 5th ANNIVERSARY DISC 06 Jupiter&Beit&THE 虎牙道                                      | Jupiter、Beit、THE 虎牙道 | 「いつかのトライアングル」                                                                                              | ゲーム『アイドルマスター SideM』関連曲                                                                       |
| 8月26日  | THE IDOLM@STER SideM 5th ANNIVERSARY SOLO COLLECTION 05                                                   | ピエール（堀江瞬） | 「Avenue Illusion!」 | ゲーム『アイドルマスター SideM』関連曲                                                                       |
| 8月28日  | VAZZROCK COLORシリーズ [-BLUE-] Once in a blue moon                                                       | VAZZY | 「絆の鳥」 | キャラクターCD『VAZZROCK』関連曲                                                                             |
| 8月28日  | VAZZROCK COLORシリーズ [-BLUE-] Once in a blue moon                                                       | 眞宮孝明（新垣樽助）、吉良凰香（小林裕介）、白瀬優馬（堀江瞬） | 「揺れていたいよ」 | キャラクターCD『VAZZROCK』関連曲                                                                             |
| 9月25日  | VAZZROCK ユニットソング3 VAZZY vol.2 -The adventure begins here.-                                         | VAZZY | 「WELCOME TO THE NEW WORLD」 「Bottom of the water」 「everybody say"xxx"」                                             | キャラクターCD『VAZZROCK』関連曲                                                                             |
| 12月2日  | THE IDOLM@STER SideM NEW STAGE EPISODE:05 Beit                                                            | Beit | 「Secret Ornament」 「NEXT STAGE!」                                                                                     | ゲーム『アイドルマスター SideM』関連曲                                                                       |
| 12月23日 | アクダマドライブ キャラクターソングミニアルバム                                                           | ハッカー（堀江瞬） | 「go run［lifegame.out］」                                                                                              | テレビアニメ『アクダマドライブ』関連曲                                                                       |
| 12月25日 | 幕末Rock虚魂 ドラマCD 第1幕・第2幕連動購入特典超絶特典CD「黄泉歌聖」                                      | 黄泉歌聖 | 「Into The Afterworld」                                                                                                 | ドラマCD『幕末Rock虚魂』関連曲                                                                               |
| 12月25日 | VAZZROCK COLORシリーズ [-YELLOW-] Yellow belly                                                            | VAZZY | 「MUSIC GEM」 | 『VAZZROCK』関連曲                                                                                           |
| 2021年   | | | | |
| 1月22日  | JAZZ-ON! 「Invisible Chord 1st」                                                                          | 堂嶌燎（深町寿成）、天城輝之進（堀江瞬） | 「Ebony & Ivory」 | 『JAZZ-ON!』関連曲                                                                                           |
| 2月7日   | THE IDOLM@STER SideM UNIT COLLECTION -MEET THE WORLD!-                                                    | 315 ALLSTARS | 「MEET THE WORLD!」 | ゲーム『アイドルマスター SideM』関連曲                                                                       |
| 2月7日   | THE IDOLM@STER SideM UNIT COLLECTION -MEET THE WORLD!-                                                    | Beit | 「MEET THE WORLD!」 | ゲーム『アイドルマスター SideM』関連曲                                                                       |
| 2月24日  | JAZZ-ON! 「Tone of Stars Alpha」                                                                          | 鳴海ロラン（古川慎）、天城輝之進（堀江瞬）、安藝月玲玖（村上喜紀）、桐生蒼弥（益山武明） | 「Tone of Stars Alpha」                                                                                                 | 『JAZZ-ON!』関連曲                                                                                           |
| 3月26日  | 華Doll* 2nd season INCOMPLICA:IU〜Meet〜                                                                  | Anthos* | 「Flash Point」 「Shine On」                                                                                            | 『華Doll*』関連曲                                                                                            |
| 5月21日  | 華Doll* Anthos*〜The Way I Am〜SETSUNA                                                                    | 八代刹那（堀江瞬） | 「Might be」 | 『華Doll*』関連曲                                                                                            |
| 5月28日  | VAZZROCK LIVE 2020 特典CD                                                                                 | VAZZY、ROCK DOWN | 「Dear Dreamer,」 | 『VAZZROCK』関連曲                                                                                           |
| 5月28日  | VAZZROCK LIVE 2020 アニメイト・ステラワース・ツキプロオンラインショップ共通特典CD                         | VAZZY | 「Dear Dreamer,」 | 『VAZZROCK』関連曲                                                                                           |
| 6月25日  | VAZZROCK bi-colorシリーズ3rdシーズン4 吉良凰香-pearl×peridot- 笑うキミ                                    | 吉良凰香（小林裕介）、白瀬優馬（堀江瞬） | 「キミを見つめて」 | 『VAZZROCK』関連曲                                                                                           |
| 7月28日  | ファビュラスナイト Host-Song Reservation -Violet- ネオバサラ                                              | 皇麗夢（豊永利行）、社（田所陽向）、眠兎（堀江瞬） | 「RANCHiKi feat. CLUB NEO BASARA」 「シャンパンコール 〜ネオバサラ篇〜」                                                | 『FABULOUS NIGHT』関連曲                                                                                     |
| 9月29日  | THE IDOLM@STER SideM GROWING SIGN@L 01 Growing Smiles!                                                    | 315 ALLSTARS | 「Growing Smiles!」 「DRIVE A LIVE」 「Beyond The Dream」 「NEXT STAGE!」                                               | ゲーム『アイドルマスター SideM GROWING STARS』関連曲                                                         |
| 10月1日  | 華Doll* 2nd season INCOMPLICA:I/F〜es〜                                                                   | Anthos* | 「Lay it down」 「Paradiso」                                                                                            | 『華Doll*』関連曲                                                                                            |
| 10月6日  | 残酷シャングリラ/BLOODY KISS/玉座のGEMINI                                                                 | O★Z | 「残酷シャングリラ」 | テレビアニメ『ヴィジュアルプリズン』オープニングテーマ                                                       |
| 10月27日 | 緑陰のGymnasium                                                                                           | 山下次郎（中島ヨシキ）、ピエール（堀江瞬）、冬美旬（永塚拓馬）、黒野玄武（深町寿成）、卯月巻緒（児玉卓也）、北村想楽（汐谷文康） | 「Stories」 | ゲーム『アイドルマスター SideM』関連曲                                                                       |
| 10月29日 | VAZZROCK ユニットソング5 VAZZY vol.3 -全米が泣いた-                                                       | VAZZY | 「Wanna Dance」 「What should I do?」 「Hello! 君と僕の歌」                                                             | 『VAZZROCK』関連曲                                                                                           |
| 11月24日 | STAr(s)!/Thank(s) for You                                                                                 | STAr(s)! | 「STAr(s)!」 「Thank(s) for You」                                                                                       | 『Prince Letter(s)! フロムアイドル』関連曲                                                                   |
| 11月26日 | 華Doll* -Flowering- THE BEST                                                                              | Anthos* | 「Infraction」 | 『華Doll*』関連曲                                                                                            |
| 12月15日 | ヴィジュアルプリズン BD・DVD第1巻特典CD                                                                   | ロビン・ラフィット（堀江瞬）、ジャック・ムートン（矢野奨吾） | 「AI=ZO」 | テレビアニメ『ヴィジュアルプリズン』挿入歌                                                                   |
| 2022年   | | | | |
| 1月8日   | THE IDOLM@STER SideM UNIT COLLECTION -Growing Smiles!-                                                    | Beit | 「Growing Smiles!」 | ゲーム『アイドルマスター SideM GROWING STARS』関連曲                                                         |
| 1月25日  | 神クズ☆アイドル 第5巻特装版特典CD                                                                         | ZINGS | 「恋のBANG」 | 漫画『神クズ☆アイドル』関連曲                                                                                |
| 1月26日  | Do the thing                                                                                              | StrelitziA | 「Do the thing」 「現在-IMA-」                                                                                          | 『Live us』関連曲                                                                                            |
| 1月26日  | ヴィジュアルプリズン BD・DVD第2巻特典CD                                                                   | ロビン・ラフィット（堀江瞬） | 「HEART JACK」 | テレビアニメ『ヴィジュアルプリズン』挿入歌                                                                   |
| 1月26日  | 魔王イブロギアに身を捧げよ オンエア版 DVD AnimeFestaオリジナル公式Shop特典                                | イブロギア（堀江瞬）、牛頭利晃（佐藤拓也） | 「Change the world」 | テレビアニメ『魔王イブロギアに身を捧げよ』主題歌                                                             |
| 1月28日  | VAZZROCK bi-colorシリーズ3rdシーズン11 白瀬優馬-peridot×aquamarine- Square                                | 白瀬優馬（堀江瞬） | 「TrueBeat,YourHeart」                                                                                                  | 『VAZZROCK』関連曲                                                                                           |
| 1月28日  | VAZZROCK bi-colorシリーズ3rdシーズン11 白瀬優馬-peridot×aquamarine- Square                                | 白瀬優馬（堀江瞬）、立花歩（坂泰斗） | 「玉響たゆたう、花あかり」                                                                                              | 『VAZZROCK』関連曲                                                                                           |
| 3月12日  | THE IDOLM@STER SideM PASSION@TE FORMATION -MENTAL-                                                        | 315 STARS（メンタルVer.） | 「リトルハピネス」 | ゲーム『アイドルマスター SideM GROWING STARS』関連曲                                                         |
| 3月12日  | THE IDOLM@STER SideM PASSION@TE FORMATION -MENTAL-                                                        | ピエール（堀江瞬） | 「リトルハピネス」 | ゲーム『アイドルマスター SideM GROWING STARS』関連曲                                                         |
| 3月16日  | MORNING                                                                                                   | ZINGS | 「MORNING」 「Hero’s」                                                                                                  | テレビアニメ『神クズ☆アイドル』関連曲                                                                        |
| 3月23日  | ANGELIST/SACRIFICE/ROYAL CROWN                                                                            | O★Z | 「ANGELIST」 | テレビアニメ『ヴィジュアルプリズン』挿入歌                                                                   |
| 4月15日  | 華Doll* 2nd season INCOMPLICA:IT〜ICON〜                                                                  | Anthos* | 「Umbilical Lover」 「The Place of Fate」                                                                               | 『華Doll*』関連曲                                                                                            |
| 5月18日  | PRELUDERS High Five&S-quad ヒーローライセンス                                                             | High Five、S-quad | 「ヒーローライセンス」                                                                                                  | 『PRELUDERS』関連曲                                                                                          |
| 5月18日  | PRELUDERS High Five&S-quad ヒーローライセンス                                                             | High Five | 「ヒーローライセンス」                                                                                                  | 『PRELUDERS』関連曲                                                                                          |
| 6月22日  | Prince Letter(s)! フロム冥王院シン                                                                        | STAr(s)! | 「アイコトバ」 | 『Prince Letter(s)! フロムアイドル』関連曲                                                                   |
| 6月29日  | I’m a HERO                                                                                                | High Five | 「I’m a HERO」 「運命共同体のうた」                                                                                     | 『PRELUDERS』関連曲                                                                                          |
| 7月27日  | Let’s ZING!                                                                                               | ZINGS | 「Let’s ZING!」 | テレビアニメ『神クズ☆アイドル』オープニングテーマ                                                            |
| 7月27日  | Let’s ZING!                                                                                               | ZINGS | 「恋のBANG 神ver.」 | テレビアニメ『神クズ☆アイドル』関連曲                                                                        |
| 7月27日  | キミキラ                                                                                                  | ZINGS | 「キミキラ 神ver.」 | テレビアニメ『神クズ☆アイドル』エンディングテーマ                                                            |
| 7月27日  | キミキラ                                                                                                  | ZINGS | 「イタズラHoney」 | テレビアニメ『神クズ☆アイドル』関連曲                                                                        |
| 8月17日  | 絶対証明ロック/裏表のデュエット                                                                           | ZINGS | 「絶対証明ロック」 | テレビアニメ『神クズ☆アイドル』挿入歌                                                                        |
| 8月17日  | 絶対証明ロック/裏表のデュエット                                                                           | ZINGS | 「裏表のデュエット」 | テレビアニメ『神クズ☆アイドル』エンディングテーマ                                                            |
| 8月31日  | By Your Side                                                                                              | High Five | 「地平線クライマー」 | 『PRELUDERS』関連曲                                                                                          |
| 9月14日  | 全知全悩                                                                                                  | ハルカ（堀江瞬） | 「全知全悩」 「アンドロイドガール」                                                                                     | 『MILGRAM』関連曲                                                                                            |
| 9月16日  | 華Doll* Anthos* -Behind The Frame- LIHITO&KAORU&SETSUNA                                                   | 灯堂理人（伊東健人）、如月薫（土岐隼一）、八代刹那（堀江瞬） | 「LOVE IS...」 | 『華Doll*』関連曲                                                                                            |
| 9月21日  | THE IDOLM@STER SideM 49 ELEMENTS 03 Beit                                                                  | Beit | 「マイドラマティックヒロイン」                                                                                          | ゲーム『アイドルマスター SideM GROWING STARS』関連曲                                                         |
| 9月21日  | THE IDOLM@STER SideM 49 ELEMENTS 03 Beit                                                                  | ピエール（堀江瞬） | 「KEY to the DREAM」 | ゲーム『アイドルマスター SideM GROWING STARS』関連曲                                                         |
| 9月21日  | 乗り越えてLOST                                                                                            | ZINGS | 「乗り越えてLOST 神ver.」                                                                                               | テレビアニメ『神クズ☆アイドル』挿入歌                                                                        |
| 9月21日  | フィナーレ〜その先へ〜                                                                                    | ZINGS | 「フィナーレ〜その先へ〜」                                                                                              | テレビアニメ『神クズ☆アイドル』エンディングテーマ                                                            |
| 9月21日  | フィナーレ〜その先へ〜                                                                                    | ZINGS | 「二人三脚☆宣言」 | テレビアニメ『神クズ☆アイドル』挿入歌                                                                        |
| 9月30日  | 神クズ☆アイドル BD 第1巻 特典CD                                                                           | ZINGS feat.一条シン（寺島惇太） | 「PRISM☆IDOL」 | テレビアニメ『神クズ☆アイドル』関連曲                                                                        |
| 10月7日  | VAZZROCK THE ANIMATION OP「Fly High」                                                                     | VAZZY | 「Fly High」 | テレビアニメ『VAZZROCK THE ANIMATION』主題歌                                                                 |
| 10月26日 | Only Two Style                                                                                            | ZINGS | 「Only Two Style」 「ZINGS 2nd ANNIVERSARY LIVE 〜NONSTOP MEDLEY〜」 「ZINGS 2nd ANNIVERSARY LIVE 〜DRAMATIC MEDLEY〜」 | テレビアニメ『神クズ☆アイドル』関連曲                                                                        |
| 11月2日  | INDIVIate THE BOOKs 付属CD                                                                                | 大河内徠斗（堂島颯人）、高良岳（石川界人）、桜田晏寿（堀江瞬）、桑嶋渓山（成田剣） | 「Show me! Show time!」                                                                                                 | 『INDIVIate』関連曲                                                                                          |
| 11月23日 | 永久少年 Eternal Boys ステージ1                                                                           | Story of Love | 「FRIENDS」 | テレビアニメ『永久少年 Eternal Boys』エンディングテーマ                                                      |
| 12月21日 | THE IDOLM@STER SideM GROWING SIGN@L 15 Take a StuMp!                                                      | 315 ALLSTARS | 「Take a StuMp!」 | ゲーム『アイドルマスター SideM GROWING STARS』関連曲                                                         |
| 12月30日 | VAZZROCK THE ANIMATION エンディングテーマCD vol.5                                                         | 白瀬優馬（堀江瞬） | 「Lucida」 | テレビアニメ『VAZZROCK THE ANIMATION』エンディングテーマ                                                     |
| 12月30日 | 月花神楽                                                                                                  | VAZZY | 「月花神楽 -桔梗-」 | 『VAZZROCK』関連曲                                                                                           |
| 2023年   | | | | |
| 1月25日  | 永久少年 Eternal Boys ステージ2                                                                           | Story of Love | 「PERFECT WORLD」 | テレビアニメ『永久少年 Eternal Boys』関連曲                                                                  |
| 1月31日  | マガツノート 1stアルバム 魂響                                                                             | 政宗（峯田大夢）、小十郎（堀江瞬） | 「リブラ (CHARACTER ver)」                                                                                              | 『マガツノート』関連曲                                                                                       |
| 2月8日   | THE IDOLM@STER SideM GROWING SIGN@L 17 Beit                                                               | Beit | 「Platinum MASK」 「MIRROR of TRUTH」                                                                                   | ゲーム『アイドルマスター SideM GROWING STARS』関連曲                                                         |
| 2月11日  | THE IDOLM@STER SideM UNIT COLLECTION -Take a StuMp!-                                                      | Beit | 「Take a StuMp!」 | ゲーム『アイドルマスター SideM GROWING STARS』関連曲                                                         |
| 2月22日  | ファビュラスナイト Host-Song PRIDE -Tribal Japanesque- ネオバサラ                                         | 眠兎（堀江瞬） | 「You know? ALICE」 | 『FABULOUS NIGHT』関連曲                                                                                     |
| 3月11日  | 幻想のUtopia/安寧のDystopia                                                                               | ピエール（堀江瞬）、蒼井悠介（菊池勇成）、蒼井享介（山谷祥生）、握野英雄（熊谷健太郎）、木村龍（濱健人）、秋山隼人（千葉翔也）、冬美旬（永塚拓馬）、榊夏来（渡辺紘）、若里春名（白井悠介）、紅井朱雀（益山武明）、東雲荘一郎（天﨑滉平）、アスラン＝ベルゼビュートII世（古川慎）、岡村直央（矢野奨吾）、硲道夫（伊東健人）、大河タケル（寺島惇太）、牙崎漣（小松昌平）、天峰秀（伊瀬結陸）、花園百々人（宮﨑雅也）、眉見鋭心（大塚剛央） | 「幻想のUtopia」 | 舞台『THE IDOLM@STER SideM PASSIONABLE READING SHOW -超常事変〜対立スル正義〜-』オープニングテーマ           |
| 3月15日  | ねぇ、好きって痛いよ。 〜告白実行委員会キャラクターソング集〜                                             | HoneyWorks feat. 綾瀬恋雪（堀江瞬） | 「年の差なんて」 | 『告白実行委員会〜恋愛シリーズ〜』関連曲                                                                     |
| 3月15日  | ねぇ、好きって痛いよ。 〜告白実行委員会キャラクターソング集〜                                             | HoneyWorks feat. 榎本虎太朗（花江夏樹）、綾瀬恋雪（堀江瞬） | 「これ青春アンダースタンド」                                                                                            | 『告白実行委員会〜恋愛シリーズ〜』関連曲                                                                     |
| 3月22日  | 永久少年 Eternal Boys ステージ3                                                                           | Story of Love | 「Story of Love」 | テレビアニメ『永久少年 Eternal Boys』エンディングテーマ                                                      |
| 5月23日  | LOVE LETTER(s)                                                                                            | 常和歌学園文通部 | 「LOVE LETTER(s)」 | 『Prince Letter(s)! フロムアイドル』関連曲                                                                   |
| 5月26日  | VAZZROCK bi-colorシリーズ4thシーズン5 大山直助×白瀬優馬-citrine×peridot- You are a prince, I am a wizard. | 白瀬優馬（堀江瞬） | 「STORY」 | 『VAZZROCK』関連曲                                                                                           |
| 5月26日  | VAZZROCK bi-colorシリーズ4thシーズン5 大山直助×白瀬優馬-citrine×peridot- You are a prince, I am a wizard. | 大山直助（笹翼）、白瀬優馬（堀江瞬） | 「FULL-DRIVE」 「Hello My Dear」                                                                                        | 『VAZZROCK』関連曲                                                                                           |
| 5月26日  | 華Doll* 3rd season THINK OF ME: FAKE                                                                      | Anthos* | 「Fake Veil」 「Regret」                                                                                                | 『華Doll*』関連曲                                                                                            |
| 7月23日  | ウラ×オモテ＝ファシネーション                                                                             | yuzu（堀江瞬） | 「ウラ×オモテ＝ファシネーション」                                                                                       | 『Prince Letter(s)! フロムアイドル』関連曲                                                                   |
| 7月28日  | VAZZROCK THE ANIMATION 第7巻 特典CD                                                                       | VAZZY、ROCK DOWN | 「I can’t stop dancing!」                                                                                               | テレビアニメ『VAZZROCK THE ANIMATION』エンディングテーマ                                                     |
| 8月10日  | 結歌叛唱                                                                                                  | 純位志献官 総員 | 「結歌叛唱」 | ゲーム『結合男子』主題歌                                                                                     |
| 8月23日  | HELIOS Rising Heroes Sing in the darkness FACTS ERROR/dawn light                                          | セイジ・スカイフォール（小林裕介）、ニコ（堀江瞬）、ジュード・アレス（鈴木崚汰）、ビアンキ・ロウ（田丸篤志） | 「dawn light」 | ゲーム『エリオスライジングヒーローズ』エンディングテーマ                                                     |
| 8月23日  | ファビュラスナイト Host-Song Delight "All eyes on me"                                                     | 眠兎（堀江瞬） | 「RANCHiKi feat.MINT」                                                                                                  | 『FABULOUS NIGHT』関連曲                                                                                     |
| 10月13日 | 華Doll* 3rd season THINK OF ME: OTHER                                                                     | Anthos* | 「R.N.P.N」 「The Other Side」                                                                                          | 『華Doll*』関連曲                                                                                            |
| 10月28日 | THE IDOLM@STER SideM GROWING SIGN@L SOLO COLLECTION 03                                                    | ピエール（堀江瞬） | 「Platinum MASK」 | ゲーム『アイドルマスター SideM GROWING STARS』関連曲                                                         |
| 10月28日 | THE IDOLM@STER SideM 8th STAGE THEME SONG「Hands & Claps!」                                               | 315 ALLSTARS | 「Hands & Claps!」 | ライブイベント『THE IDOLM@STER SideM 8th STAGE 〜ALL H@NDS TOGETHER〜』テーマソング                          |
| 10月28日 | THE IDOLM@STER SideM 8th STAGE THEME SONG「Hands & Claps!」                                               | 315 STARS（メンタルVer.） | 「Hands & Claps!」 | ライブイベント『THE IDOLM@STER SideM 8th STAGE 〜ALL H@NDS TOGETHER〜』テーマソング                          |
| 12月24日 | Anthos* 2nd solo series -Air Quotes- “SETSUNA”                                                            | 八代刹那（堀江瞬） | 「City Lights」 「Something in the air」                                                                                | 『華Doll*』関連曲                                                                                            |
| 2024年   | | | | |
| 1月26日  | VAZZROCK ユニットソング7 VAZZY vol.4 -Ambiguous future-                                                   | VAZZY | 「Battle Cry」 「四季彩」 「Want&Love」                                                                                 | 『VAZZROCK』関連曲                                                                                           |
| 2月28日  | THE IDOLM@STER SideM CIRCLE OF DELIGHT 05 Beit                                                            | Beit | 「千夜一夜に瞬く星よ」 「ハナビラメールの空」                                                                           | 『アイドルマスター SideM』関連曲                                                                             |
| 3月1日   | 華Doll* 3rd season THINK OF ME: ROOM                                                                      | Anthos* | 「Liberation」 「Clap! Clap! Clap!」                                                                                    | 『華Doll*』関連曲                                                                                            |
| 5月22日  | Gray Sheep EP02                                                                                           | GOAT | 「Guilty baby」 | 『Gray Sheep』関連曲                                                                                         |
| 7月17日  | 18TRIP 'HAMA Nice Trip' -L4mps-                                                                           | L4mps | 「ivory」 | ゲーム『18TRIP』オープニングテーマ                                                                           |
| 7月24日  | 18TRIP 'HAMA Nice Trip' -L4mps-                                                                           | L4mps | 「ネイビーブルー」 | ゲーム『18TRIP』エンディングテーマ                                                                           |
| 7月31日  | 18TRIP 'グッドラック'                                                                                     | HAMAツアーズ | 「Shall we travel?」 | ゲーム『18TRIP』エンディングテーマ                                                                           |
| 8月7日   | THE IDOLM@STER SideM F＠NTASTIC COMBINATION 〜HEARTMAKER!!!!〜 -SPIRIT'S WAY- Beit                        | Beit、神速一魂 | 「ONE LIFE」 | ライブイベント『315 Production presents F＠NTASTIC COMBINATION LIVE 〜HEARTMAKER!!!!〜 -SPIRIT'S WAY』関連曲 |
| 8月7日   | THE IDOLM@STER SideM F＠NTASTIC COMBINATION 〜HEARTMAKER!!!!〜 -SPIRIT'S WAY- Beit                        | Beit | 「喜怒哀楽万国共通」 | ライブイベント『315 Production presents F＠NTASTIC COMBINATION LIVE 〜HEARTMAKER!!!!〜 -SPIRIT'S WAY』関連曲 |
| 8月7日   | THE IDOLM@STER SideM F＠NTASTIC COMBINATION 〜HEARTMAKER!!!!〜 -SPIRIT'S WAY- Beit                        | Beit、神速一魂、W、THE 虎牙道 | 「DRIVE A LIVE（HEARTMAKER!!!! Ver.）」                                                                                 | ライブイベント『315 Production presents F＠NTASTIC COMBINATION LIVE 〜HEARTMAKER!!!!〜 -SPIRIT'S WAY』関連曲 |
| 8月7日   | THE IDOLM@STER SideM F＠NTASTIC COMBINATION 〜HEARTMAKER!!!!〜 -SPIRIT'S WAY- 神速一魂                    | Beit、神速一魂、W、THE 虎牙道 | 「Beyond the Dream（HEARTMAKER!!!! Ver.）」                                                                             | ライブイベント『315 Production presents F＠NTASTIC COMBINATION LIVE 〜HEARTMAKER!!!!〜 -SPIRIT'S WAY』関連曲 |
| 8月28日  | レモンスカッシュスコア Vol.4 Aiming High/Call My Name                                                     | Eclius | 「Aiming High」 「Call My Name」                                                                                        | 『レモンスカッシュスコア』関連曲                                                                             |
| 9月2日   | ブレイクマイケース パーソナルソング・コンピレーション Vol.2                                               | 城瀬由鶴（堀江瞬） | 「Smile」 | ゲーム『ブレイクマイケース』関連曲                                                                           |
| 9月13日  | 華Doll* 3rd season THINK OF ME: MORE                                                                      | Anthos* | 「Spectac1e」 「Roughing laughing」                                                                                     | 『華Doll*』関連曲                                                                                            |
| 9月25日  | Gray Sheep EP03                                                                                           | GOAT | 「Black out」 | 『Gray Sheep』関連曲                                                                                         |
| 2025年   | | | | |
| 1月17日  | 華Doll* 4th season Human or Doll: Q                                                                       | Anthos* | 「Q.E.D」 「No Drama」                                                                                                  | 『華Doll*』関連曲                                                                                            |
| 1月22日  | レモンスカッシュスコア Vol.5 Blur Finder/Create your world now!                                           | Eclius | 「Create your world now!」                                                                                              | 『レモンスカッシュスコア』関連曲                                                                             |
| 1月23日  | My9Swallows TOPSTARS LEAGUE Get The Wings/Be One Together                                                 | マイナインスワローズ | 「Get The Wings」 | ゲーム『My9Swallows TOPSTARS LEAGUE』オープニングテーマ                                                      |
| 1月23日  | My9Swallows TOPSTARS LEAGUE Get The Wings/Be One Together                                                 | マイナインスワローズ | 「Be One Together」 | ゲーム『My9Swallows TOPSTARS LEAGUE』エンディングテーマ                                                      |
| 1月31日  | Bad噛んでべー                                                                                             | C.B.（堀江瞬） | 「Bad噛んでべー」 | 『Toxic-a-Holic』関連曲                                                                                      |
| 2月26日  | Astro Dive First Message -我楽多KING-                                                                     | 我楽多KING | 「ハイパー☆ダイバー☆我楽多伝説パーリナイ」 「ASTRONOTE（我楽多KING Ver.）」                                             | 『Astro Dive』関連曲                                                                                         |
| 2月28日  | 18TRIP Omotenashi Duet! #03                                                                               | 棗夜鷹（光富崇雄）、夜半子タろ（堀江瞬） | 「夢煩い」 | ゲーム『18TRIP』関連曲                                                                                       |
| 3月26日  | Gray Sheep Song Notes 01                                                                                  | GOAT | 「JACK IN THE BOX」 | 『Gray Sheep』関連曲                                                                                         |
| 6月13日  | 華Doll* 4th season Human or Doll: Echo                                                                    | Anthos* | 「Endless Howl」 「Past」                                                                                               | 『華Doll*』関連曲                                                                                            |

### その他参加楽曲
| 発売日        | 商品名                                                                                  | 歌 | 楽曲                                 | 備考 |
| ------------- | --------------------------------------------------------------------------------------- | --- | ------------------------------------ | ---- |
| 2024年5月29日 | [Re:collection] HIT SONG cover series feat.voice actors 2〜80's-90's EDITION〜          | 堀江瞬 | 「ロックンロール・ウィドウ」         |      |
| 2024年6月26日 | Hello Kitty 50th Anniversary Presents My Bestie Voice Collection with Sanrio characters | 堀江瞬 | 「みんなnakayoku！」                 |      |
| 2024年6月26日 | Hello Kitty 50th Anniversary Presents My Bestie Voice Collection with Sanrio characters | 入野自由、浦田わたる、大塚剛央、加藤和樹、木村良平、鈴木崚汰、立花慎之介、豊永利行、仲村宗悟、堀江瞬、牧島輝、森愁斗 | 「KAWAII FESTIVAL」 「ハローキティ」 |      |

## 書籍
- SHUN HORIE ホリエル、シネマる。 1st PHOTO BOOK（2020年、双葉社）